# Mira (киберспортсмен)
Мирослав Колпаков (укр. Мирослав Колпаков; род. 3 ноября 1999, Луцк) — украинский киберспортсмен по Dota 2, также известный как Mira. Игрок команды Aurora Gaming. Чемпион The International 10 и The International 12.

## Биография
Мирослав родился в городе Луцк 3 ноября 1999 года. В качестве никнейма использует сокращённый вариант собственного имени.

## Киберспортивная карьера
Мирослав познакомился с Dota 2 в 12 лет в компьютерном клубе, но активно играть начал в 16 лет. Свою профессиональную карьеру Mira начал в мае 2019 года, а в 2020 году попал в основной состав украинской команды Cascade Esports, в составе которой выиграл турниры третьего уровня Epic Origins League Season 1 (2020) и UPEA Ukrainian Championship 2020 (2021).
Когда в феврале 2021 года «so bad» был отправлен в запас, Мирослав заменил его в составе Team Spirit. 17 октября 2021 года Мирослав стал чемпионом мира по Dota 2, выиграв The International 10 в составе Team Spirit. Команда получила более 18 000 000 долларов США призовыми, из которых Мирослав получил 3 681 660 долларов США.
Мирослав выступает на позиции семи-саппорта, его сигнатурными героями считаются Rubick, Mirana и Lion.
30 октября 2023 года команда во второй раз выиграла чемпионат мира The International 12 и получила 1,4 млн долларов.
18 сентября 2024, после вылета с турнира The International 2024 на 9—12 месте, команда объявила, что Мирослав берёт паузу в киберспортивной карьере.
26 февраля 2025 Мирослав перешёл в Aurora Gaming.